# Charles M. Rice
Charles M. Rice, nome completo Charles Moen Rice (Sacramento, 25 agosto 1952), è un virologo statunitense, vincitore del premio Nobel per la medicina nel 2020 assieme a Harvey J. Alter e a Michael Houghton.

## Biografia
Rice svolge attività accademica a New York, presso la Rockefeller University e, nel medesimo istituto, è stato il responsabile, sino al 2018, del centro di ricerca sul virus dell'epatite C.
Nel 2020, gli è stato assegnato il premio Nobel per la medicina per la scoperta di tale virus.